# Ficus huilensis
Ficus huilensis är en mullbärsväxtart som beskrevs av Armando Dugand. Ficus huilensis ingår i släktet fikonsläktet, och familjen mullbärsväxter. Inga underarter finns listade i Catalogue of Life.